# Памятник

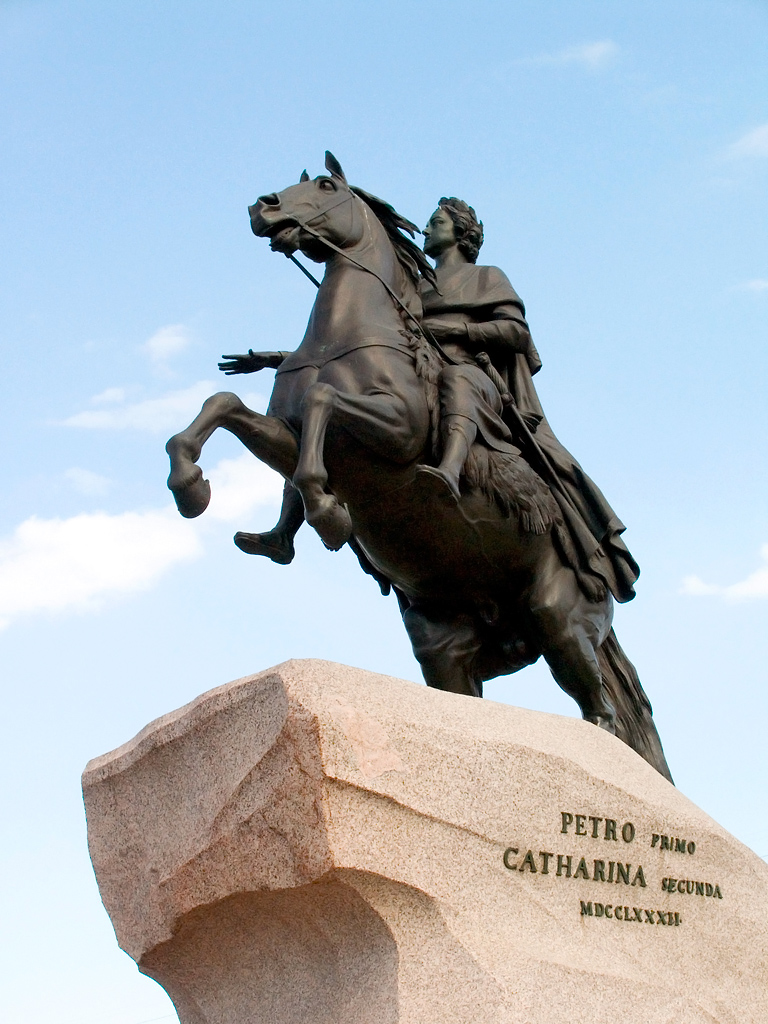
Памятник Петру I

Па́мятник — сооружение или их группа, поддерживающее воспоминания о каких-либо событиях или людях, являющееся произведением монументального искусства.
Всё разнообразие памятников  изучает общее памятниковедение, уделяющее особое внимание памятникам-символам. Памятники выполняют объективно-историческую функцию, и многие несут политическую нагрузку, являясь объектами пропаганды.

## Виды памятников
- Бюсты;
- Статуи;
- Конные статуи,

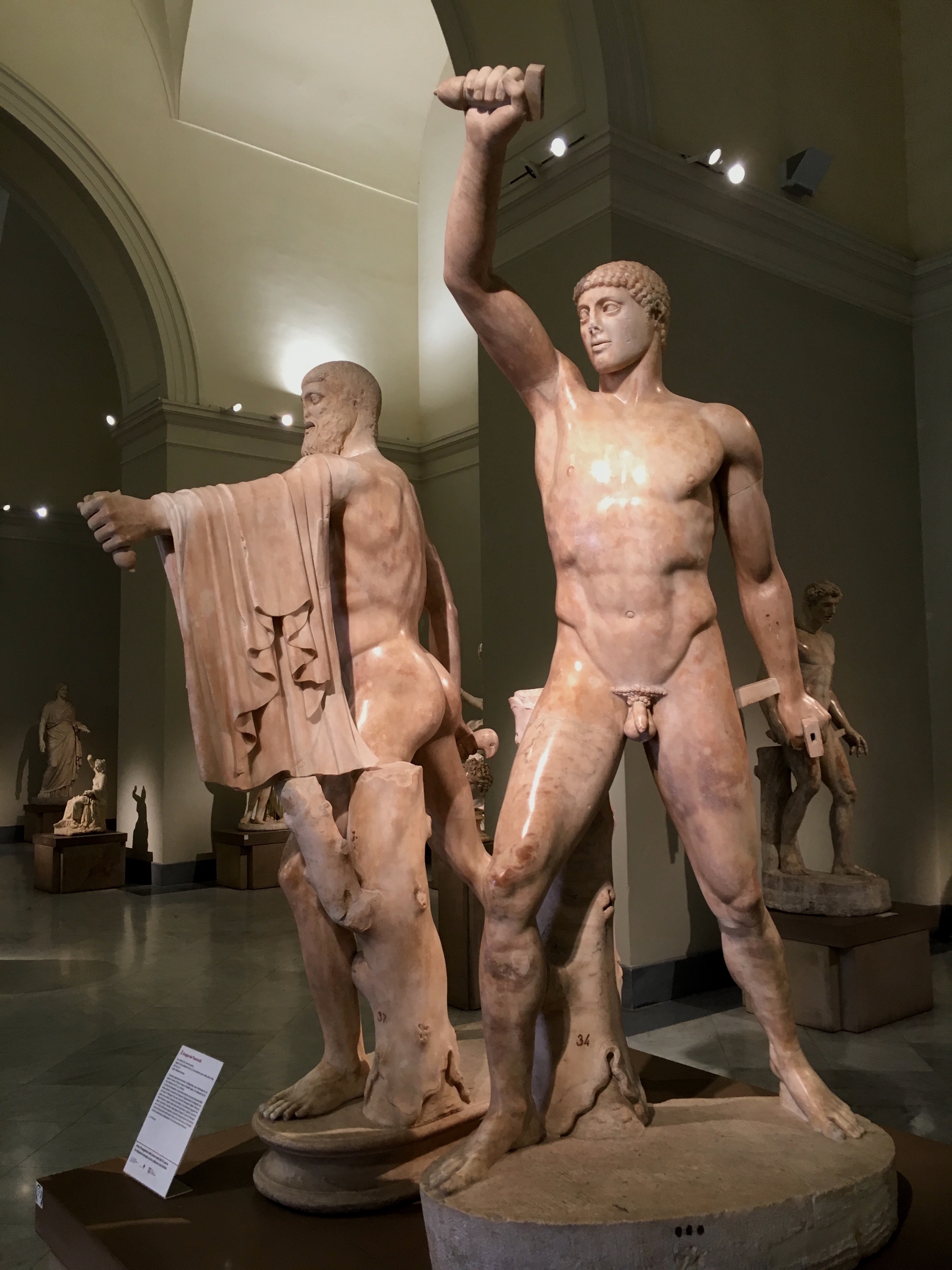
Памятник Гармодию и Аристогитону (Афины, V в. до н.э.)

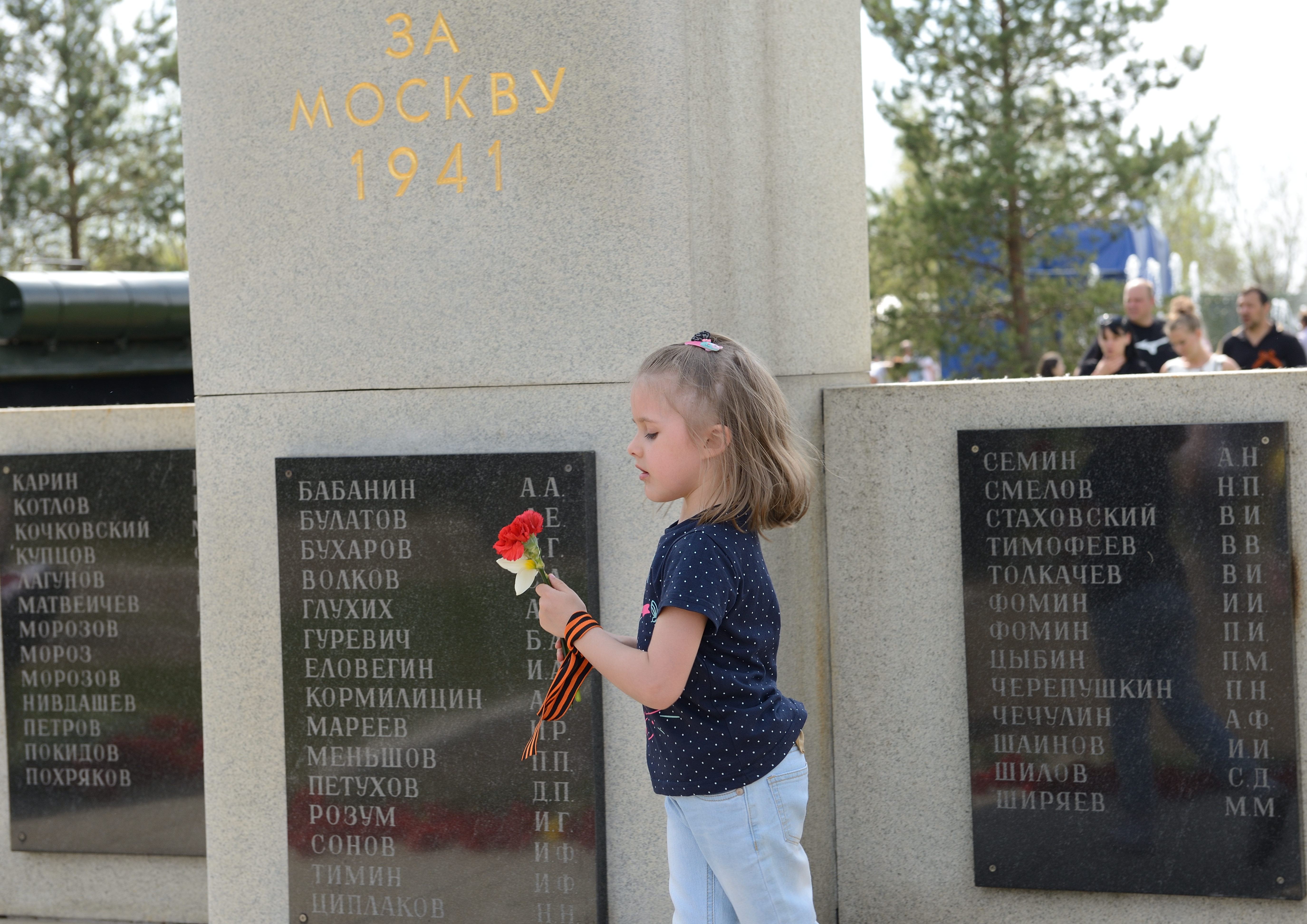
Г. Москва Посёлок станции Крёкшино, парк Победы, у памятника

- Триумфальные арки, обелиски, ростральные колонны, триумфальные колонны;
- Трофеи и кенотафы;
- Абстрактные композиции;
- Памятный знак, памятная доска;
- Технические памятники: установленные в качестве памятника технические устройства, чаще всего — транспортные (паровозы, автомобили, танки, пушки, самолеты и т. д.);
- Мемориальные комплексы
- Монументы (лат. monumentum «воспоминание; памятник», от monere «внушать, напоминать, воодушевлять») — значительный по размерам памятник искусственного происхождения, отождествляющий собой какое-либо значимое событие своей эпохи и времени и соответствующий социально-общественному восприятию действительности отождествляемого события. К примеру, архитектурный ансамбль в Бородине в честь Бородинского сражения, в Волгограде в честь Сталинградской битвы. Монументальную скульптуру обычно устанавливают в честь значимых, героических событиях, требовавших приложения огромных усилии в контексте восприятия человека своего времени. В архитектурном плане памятники организуют пространство, нередко памятники выполняют роль визуального центра площади или другого общественного пространства.
- На кладбищах устанавливаются надгробные памятники, часто воспроизводящие символы религии умершего (например, крест на христианских кладбищах).

## История
Прообразами памятников в современном понимании этого слова были древние погребальные комплексы (например древнеегипетские пирамиды, надгробные памятники в некоторых странах Востока), однако у таких сооружений мемориальная функция ещё не превалировала над культовой и погребальной.
Первые полноценные памятники (то есть сооружения, несущие исключительно мемориальную функцию) появились в Древнем Риме. К ним относятся конные статуи императоров, мемориальные арки и колонны.
В средневековой Европе на памятных местах нередко устанавливали кресты (напр., Здудичский каменный крест). Существовала также традиция строительства храмов-памятников. Такие храмы сочетали в себе две функции — мемориальную и культовую. Примером могут служить характерные для России храмы «на крови».
Первые статуи-памятники появились в Европе в эпоху Возрождения. Образцом таких памятников служили древнеримские памятники императорам.
В XVIII—XIX веках в мемориальных целях возводятся и большие мемориальные сооружения, например, получают распространение триумфальные арки (создающиеся по образу и подобию древнеримских).
В конце XX — начале XXI века распространение получили небольшие, «камерные» памятники-статуи. Часто они выполнены в натуральную величину и установлены не на постаменте, а прямо на уровне улицы.

## В политике

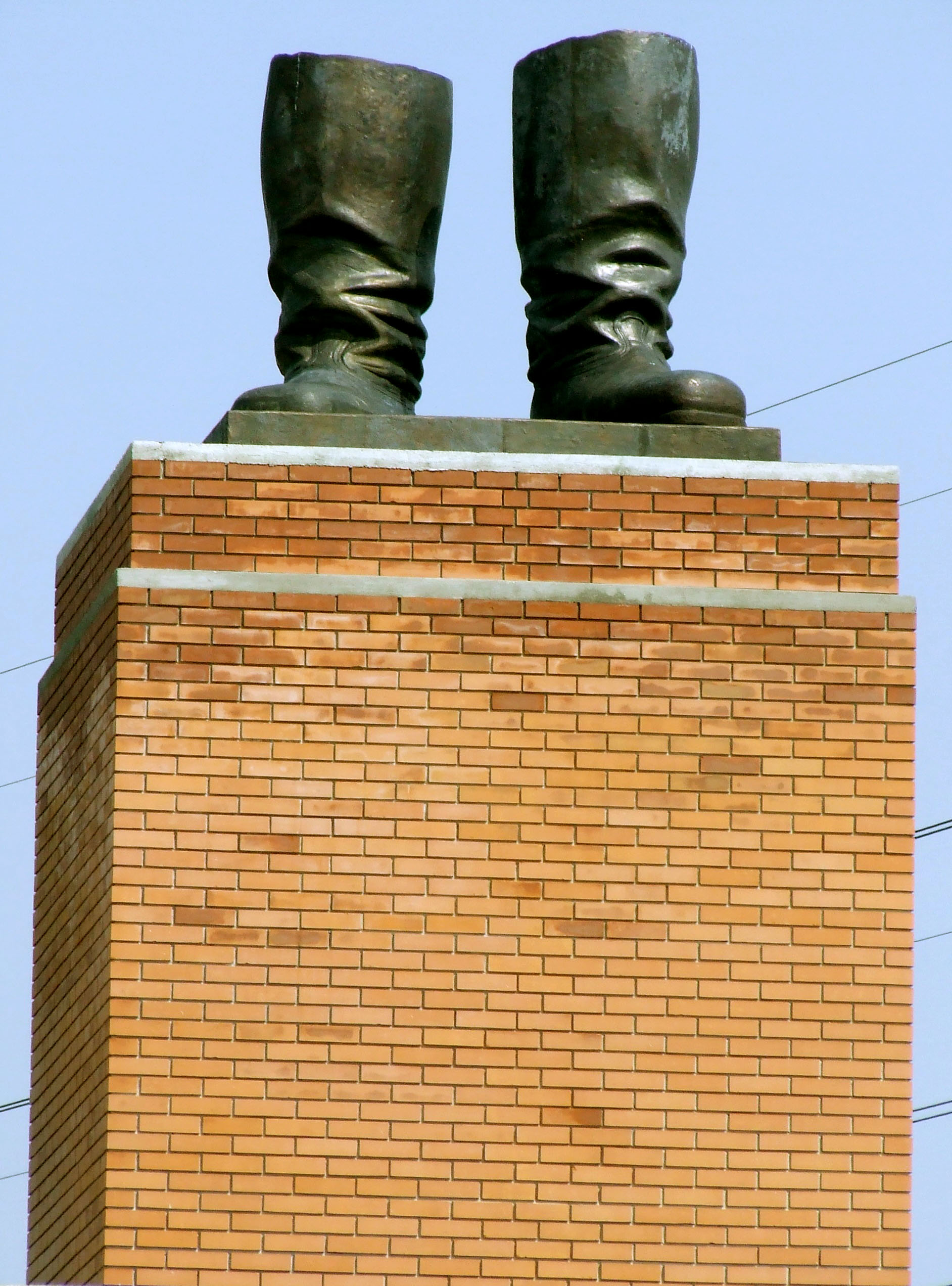
Памятник, после декоммунизации. Сапоги Сталина — то, что осталось от памятника Сталину, близ Будапешта.

Памятники, кроме объективно-исторической функции служат для поддержания той или иной политической парадигмы. Выступая на церемонии открытия памятника жертвам гомофобии в нацистской Германии, посол Германии в Израиле сказал:

Возведение памятников и наименование улиц важно для того, чтобы увековечивать в памяти события прошлого. Но прежде всего они служат напоминанием о будущем.

Смена политической парадигмы часто приводит к сносу памятников, установленных предыдущим режимом (См. Денацификация, Десталинизация).